# Pierścionek zaręczynowy

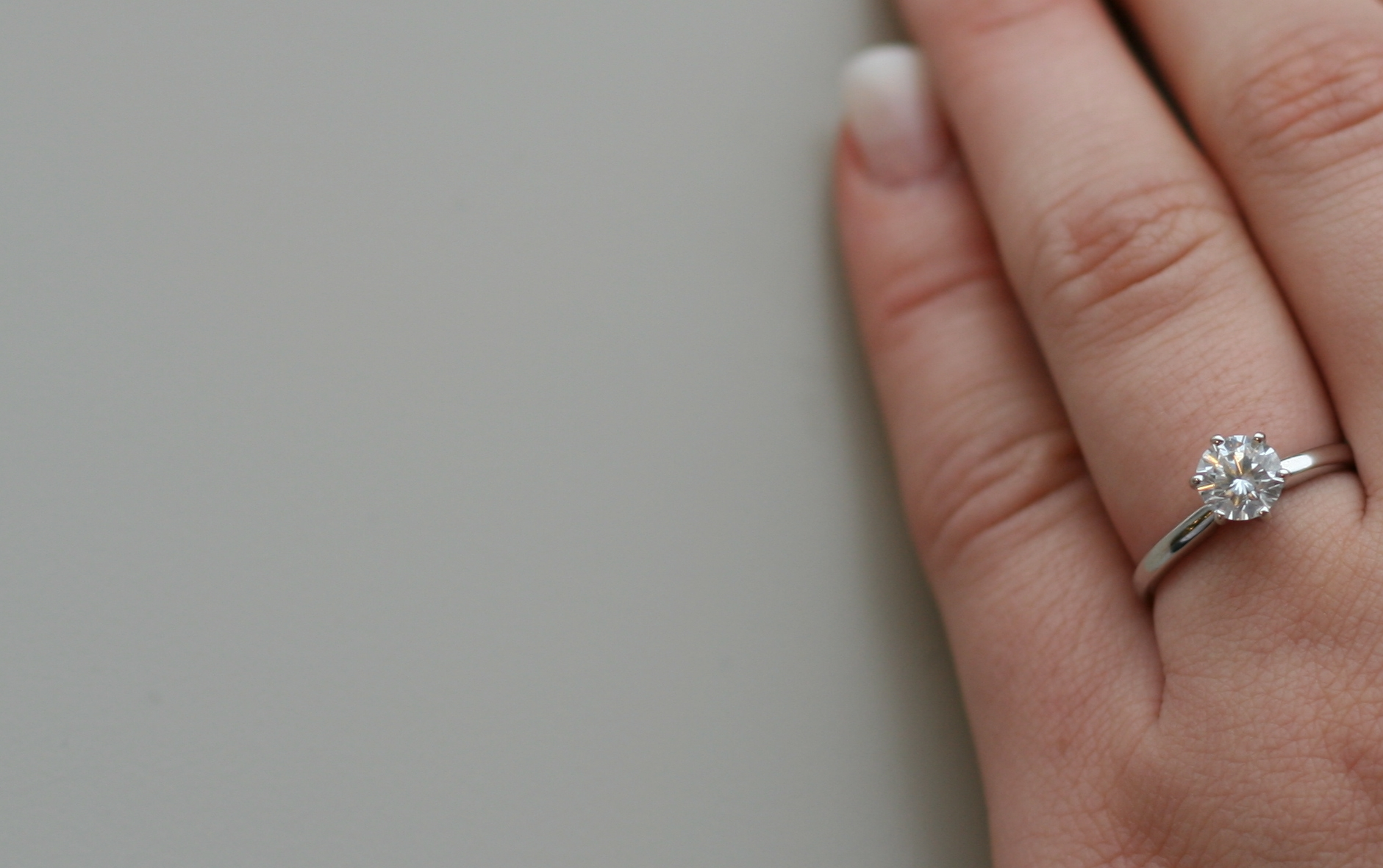
Pierścionek zaręczynowy z brylantem.

Pierścionek zaręczynowy – pierścionek, ofiarowany podczas zaręczyn przez osobę oświadczającą się.
Pierścionek zaręczynowy bardzo często ozdobiony jest białym kamieniem szlachetnym (diament), półszlachetnym lub syntetycznym cyrkonią. Noszony zazwyczaj na palcu serdecznym, oznacza zgodę osoby go noszącej na oświadczyny, czyli zapowiada ślub właściciela pierścionka z jego ofiarodawcą.
W Polsce noszony na prawej ręce, w Wielkiej Brytanii na lewej. W Skandynawii już od momentu zaręczyn kobieta  nosi na lewej dłoni obrączkę, do której pan młody w trakcie ceremonii ślubnej dokłada drugą – identyczną. Z kolei w tradycji węgierskiej pierścionki zaręczynowe są rzadkością, zamiast niego kobieta otrzymuje obrączkę, którą do momentu ślubu nosi na lewej dłoni, po nim zaś przekłada na prawą.

## Dobór rozmiaru
Wielkości pierścionków podawane są w rozmiarach jubilerskich. Poniższa tabela pokazuje zależność między rozmiarem jubilerskim a średnicą wewnętrzną.
| Rozmiar jubilerski EU | Średnica wewnętrzna [mm] | Obwód [mm] |
| --------------------- | ------------------------ | ---------- |
| 5                     | 14                       | 45         |
| 6                     | 14,3                     | 46         |
| 7                     | 14,6                     | 47         |
| 8                     | 15                       | 48         |
| 9                     | 15,3                     | 49         |
| 10                    | 15,7                     | 50         |
| 11                    | 16                       | 51         |
| 12                    | 16,3                     | 52         |
| 13                    | 16,7                     | 53         |
| 14                    | 17                       | 54         |
| 15                    | 17,3                     | 55         |
| 16                    | 17,7                     | 56         |
| 17                    | 18,0                     | 57         |
| 18                    | 18,3                     | 58         |
| 19                    | 18,7                     | 59         |
| 20                    | 19                       | 60         |
| 21                    | 19,3                     | 61         |
| 22                    | 19,7                     | 62         |
| 23                    | 20                       | 63         |
| 24                    | 20,3                     | 64         |
| 25                    | 20,7                     | 65         |
| 26                    | 21                       | 66         |
| 27                    | 21,3                     | 67         |
| 28                    | 21,7                     | 68         |
| 29                    | 22                       | 69         |
| 30                    | 22,3                     | 70         |
| 31                    | 22,6                     | 71         |
| 32                    | 23                       | 72         |
| 33                    | 23,3                     | 73         |
| 34                    | 23,6                     | 74         |

## Kamień w pierścionku zaręczynowym[1]
Na pierścionku jest umieszczony kamień. Najpopularniejsze rodzaje kamieni stosowane w pierścionkach zaręczynowych to:
- Diament
- Szafir
- Rubin
- Szmaragd
- Ametyst
- Tanzanit.